# I'll Sleep When I'm Dead
I'll Sleep When I'm Dead (conocida en Latinoamérica como Fuera de control) es una película británica de 2003 dirigida por Mike Hodges y protagonizada por Malcolm McDowell y Clive Owen. La película tiene muchas similitudes con el debut como director de Hodges, el drama criminal clásico de 1971 Get Carter. Ambas películas presentan hombres que regresan a sus antiguas ciudades natales para investigar la muerte de un hermano que murió en circunstancias misteriosas.
La película tuvo una recepción mixta y cuenta con un índice aprobatorio del 43% en RottenTomatoes.com. Sin embargo, Roger Ebert le dio tres estrellas y media sobre cuatro, afirmando, "...existe un placer tangible al explorar estos personajes a través de las sombras de sus vidas". En New York Observer, Andrew Sarris escribió, "¿La película funciona? Todo lo que sé es que se queda en mi mente por su esencia ambiguamente otoñal, pero puede que no sea del gusto de todos".

## Sinopsis
Davey Graham muere en extrañas circunstancias, aunque todo parece indicar que fue asesinado por un hombre llamado Boad. Su hermano, alejado de la realidad, recibe la noticia y decide regresar a Londres para investigar el caso y vengar la muerte de su hermano.

## Reparto
- Clive Owen es Will.
- Charlotte Rampling es Helen.
- Jonathan Rhys-Meyers es Davey Graham.
- Malcolm McDowell es Boad.
- Jamie Foreman es Mickster.
- Ken Stott es Frank Turner.